# Lulefjärden
De Lulefjärden is een meer aan het eind van de rivier de Lule älv ten zuidwesten van de stad Luleå. De term fjärd, verwant aan fjord, wijst erop, dat het vroeger een inham was aan de Botnische Golf. Echter door ophoging van het gebied ligt het wat meer landinwaarts.
De Lule älv stroomt vanuit het westen via het Gäddviksundet de fjord in, de voornaamste stroming ligt daarbij langs de zuid- en rechteroever. Het schiereiland Nordantillheden en het eiland Granden blokkeren een vrije doorvoer. De 4 tot 9 meter diepe fjord heeft twee baaien, Norviken (noordelijke baai) en Norrafjord (noordelijke fjord), die laatste heeft dan nog een klein baaitje Stadsviken. Aan de fjord liggen behalve Luleå de stadjes Bergnäset en badplaats Karlsviken.
Bij de brug vanuit het stadscentrum van Luleå naar Bergnäset krijgt de fjord een andere naam: Gråsjälfjärden.